# Antoine de Jussieu
Antoine de Jussieu (Lione, 6 luglio 1686 – Parigi, 22 aprile 1758) è stato un naturalista e medico francese.

## Biografia
Jussieu nacque a Lione, figlio di Christophe de Jussieu (o Dejussieu), un farmacista di certa reputazione, che pubblicò Nouveau traité de la theriaque (1708). Antoine studiò all'università di Montpellier, e viaggiò, con suo fratello Bernard attraverso la Spagna, il Portogallo ed il sud della Francia e si recò a Parigi nel 1708. Joseph Pitton de Tournefort, al quale succedette nella direzione del Jardin du roi, oggi Jardin des Plantes, morì in quell'anno. Le sue pubblicazioni originali non sono di grande importanza, ma egli editò un lavoro di Tournefort, Institutiones rei herbariae (3 vols., 1719), ed anche un'opera postuma di Jacques Barrelier, Plantae per Galliam, Hispaniam, et Italiam observatae, &c. (1714). Egli praticò anche la medicina, dedicandosi principalmente ai poveri.